# Cinema São Jorge

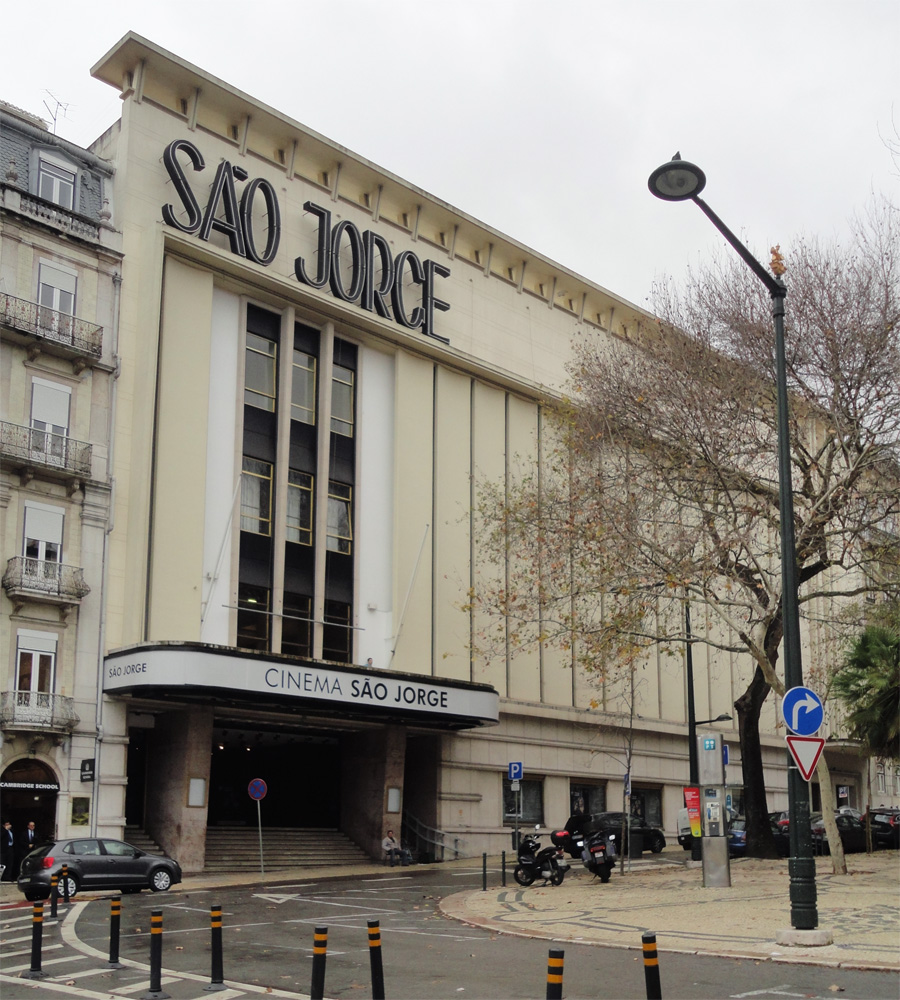
Cinema São Jorge

O Cinema de São Jorge é um dos mais prestigiados de Portugal, com abertura oficial a 24 de Fevereiro de 1950. Localiza-se em Lisboa, mais precisamente na Avenida da Liberdade n.º 175. Possui apenas três salas, mas todas elas com uma grande capacidade (entre 100 a 827 pessoas). Nas suas instalações, para além de cinema, é possível encontrar espetáculos de dança, teatro, e mais alguns.
Em de 2012, o local recebeu a 6ª edição do Festival Internacional de Cinema de Terror de Lisboa (MOTELX), cujo vencedor foi o filme de terror “A Bruxa de Arroios”, de Manuel Pureza.
Está em vias de classificação como Imóvel de Interesse Público pelo IPPAR.